# Rajd Polski 1988
Rajd Polski 1988 (45. Rajd Polski) – 45. edycja rajdu samochodowego Rajd Polski rozgrywanego w Polsce. Rozgrywany był od 8 do 10 lipca 1988 roku. Bazą rajdu był Wrocław. Rajd był dwudziestą czwartą rundą Rajdowych Mistrzostw Europy w roku 1988 o współczynniku 2.

## Zwycięzcy odcinków specjalnych[4]
| Dzień   | Numer odcinka | Nazwa odcinka             | Długość  | Zwycięzca odcinka               | Samochód                | Czas             | Lider rajdu                 |
| ------- | ------------- | ------------------------- | -------- | ------------------------------- | ----------------------- | ---------------- | --------------------------- |
| 8 lipca | OS1           | Królikowice - Królikowice | 6.50 km  | Marc Soulet Philippe Willem     | Ford Sierra RS Cosworth | 3:15             | Marc Soulet Philippe Willem |
| 8 lipca | OS2           | G.P. "Sobótka"            | 20.08 km | Andrzej Koper Krzysztof Gęborys | Renault 11 Turbo        | 11:54            | Marc Soulet Philippe Willem |
| 8 lipca | OS3           | Jodłownik - Srebrna Góra  | 17.01 km | Marc Soulet Philippe Willem     | Ford Sierra RS Cosworth | 9:19             | Marc Soulet Philippe Willem |
| 8 lipca | OS4           | Żdanów - Młynów           | 13.57 km | Marc Soulet Philippe Willem     | Ford Sierra RS Cosworth | 7:56             | Marc Soulet Philippe Willem |
| 8 lipca | OS5           | Włodowice - Świerki       | 8.61 km  | Marc Soulet Philippe Willem     | Ford Sierra RS Cosworth | 5:14             | Marc Soulet Philippe Willem |
| 8 lipca | OS6           | Ludwikowice - Kamionki    | 14.89 km | Marc Soulet Philippe Willem     | Ford Sierra RS Cosworth | 7:57             | Marc Soulet Philippe Willem |
| 8 lipca | OS7           | Rościszów - Walim         | 8.62 km  | Marc Soulet Philippe Willem     | Ford Sierra RS Cosworth | 5:03             | Marc Soulet Philippe Willem |
| 8 lipca | OS8           | Walim - Lubachów          | 12.78 km | Attila Ferjáncz János Tandari   | Audi Coupé Quattro      | 7:46             | Marc Soulet Philippe Willem |
| 8 lipca | OS9           | Jodłownik - Srebrna Góra  | 17.01 km | Marc Soulet Philippe Willem     | Ford Sierra RS Cosworth | 9:14             | Marc Soulet Philippe Willem |
| 8 lipca | OS10          | Żdanów - Młynów           | 13.57 km | Attila Ferjáncz János Tandari   | Audi Coupé Quattro      | 7:55             | Marc Soulet Philippe Willem |
| 8 lipca | OS11          | Włodowice - Świerki       | 8.61 km  | Marc Soulet Philippe Willem     | Ford Sierra RS Cosworth | 5:12             | Marc Soulet Philippe Willem |
| 8 lipca | OS12          | Ludwikowice - Kamionki    | 14.89 km | Marc Soulet Philippe Willem     | Ford Sierra RS Cosworth | 7:58             | Marc Soulet Philippe Willem |
| 8 lipca | OS13          | Rościszów - Walim         | 8.62 km  | Marc Soulet Philippe Willem     | Ford Sierra RS Cosworth | 5:01             | Marc Soulet Philippe Willem |
| 8 lipca | OS14          | Walim - Lubachów          | 12.78 km | Attila Ferjáncz János Tandari   | Audi Coupé Quattro      | 8:10             | Marc Soulet Philippe Willem |
| 8 lipca | OS15          | Sady - Sulistrowiczki     | 5.33 km  | odcinek odwołany                | odcinek odwołany        | odcinek odwołany | Marc Soulet Philippe Willem |
| 8 lipca | OS16          | Owsianka - Królikowice    | 6.41 km  | Marc Soulet Philippe Willem     | Ford Sierra RS Cosworth | 3:01             | Marc Soulet Philippe Willem |
| 9 lipca | OS17          | G.P. "Astra" - Wrocław    | 17.65 km | Marc Soulet Philippe Willem     | Ford Sierra RS Cosworth | 11:28            | Marc Soulet Philippe Willem |
| 9 lipca | OS18          | Królikowice - Królikowice | 6.50 km  | Marc Soulet Philippe Willem     | Ford Sierra RS Cosworth | 3:21             | Marc Soulet Philippe Willem |
| 9 lipca | OS19          | Sady - Tąpadła            | 5.35 km  | Marc Soulet Philippe Willem     | Ford Sierra RS Cosworth | 2:27             | Marc Soulet Philippe Willem |
| 9 lipca | OS20          | Jodłownik - Srebrna Góra  | 17.01 km | Willi Düvel Harald Brock        | Mazda 323 4WD           | 10:46            | Marc Soulet Philippe Willem |
| 9 lipca | OS21          | Żdanów - Młynów           | 13.57 km | Stoyan Kolev Boyko Ignatov      | Audi Coupé Quattro      | 8:55             | Marc Soulet Philippe Willem |
| 9 lipca | OS22          | Włodowice - Świerki       | 8.61 km  | Attila Ferjáncz János Tandari   | Audi Coupé Quattro      | 5:46             | Marc Soulet Philippe Willem |
| 9 lipca | OS23          | Ludwikowice - Kamionki    | 14.89 km | Attila Ferjáncz János Tandari   | Audi Coupé Quattro      | 8:59             | Marc Soulet Philippe Willem |
| 9 lipca | OS24          | Rościszów - Walim         | 8.62 km  | Marc Soulet Philippe Willem     | Ford Sierra RS Cosworth | 5:43             | Marc Soulet Philippe Willem |
| 9 lipca | OS25          | Walim - Lubachów          | 12.78 km | Marc Soulet Philippe Willem     | Ford Sierra RS Cosworth | 8:38             | Marc Soulet Philippe Willem |
| 9 lipca | OS26          | Sady - Sulistrowiczki     | 5.33 km  | Marc Soulet Philippe Willem     | Ford Sierra RS Cosworth | 2:19             | Marc Soulet Philippe Willem |
| 9 lipca | OS27          | Owsianka - Królikowice    | 6.41 km  | Marc Soulet Philippe Willem     | Ford Sierra RS Cosworth | 3:05             | Marc Soulet Philippe Willem |

## Wyniki końcowe rajdu[1]
| Miejsce | Kierowca           | Pilot           | Samochód                   | Czas    | Strata |
| ------- | ------------------ | --------------- | -------------------------- | ------- | ------ |
| 1       | Marc Soulet        | Philippe Willem | Ford Sierra RS Cosworth    | 2:59:12 | -      |
| 2       | Attila Ferjáncz    | János Tandari   | Audi Coupé Quattro         | 3:00:50 | +1:38  |
| 3       | Stoyan Kolev       | Boyko Ignatov   | Audi Coupé Quattro         | 3:08:46 | +9:34  |
| 4       | Willi Düvel        | Harald Brock    | Mazda 323 4WD              | 3:11:35 | +12:23 |
| 5       | Roman Jernejc      | Franc Gregorič  | Renault 5 GT Turbo         | 3:12:25 | +13:13 |
| 6       | Mirosław Krachulec | Marek Kusiak    | Mazda 323 4WD              | 3:14:19 | +15:07 |
| 7       | Jürgen Riethmüller | Carsten Lensch  | Toyota Corolla GT          | 3:16:27 | +17:15 |
| 8       | Janusz Szerla      | Marek Oziębło   | FSO Polonez 1600           | 3:17:34 | +18:22 |
| 9       | Peter Rumpfkeil    | Günter Jarecki  | Mercedes-Benz 190E 2.3 16V | 3:18:16 | +19:04 |
| 10      | Bernd Lange        | Peter Sebralla  | Volkswagen Golf GTi 16V    | 3:18:22 | +19:10 |